# Hypoecta longula
Hypoecta longula är en tvåvingeart som beskrevs av Friedrich Hermann Loew 1868. Hypoecta longula ingår i släktet Hypoecta och familjen fläckflugor. Inga underarter finns listade i Catalogue of Life.